# Kalpakkam
Kalpakkam (Tamil: கல்பாக்கம் Kalpākkam [ˈkalpaːkːʌm]) ist ein Ort im indischen Bundesstaat Tamil Nadu. Er liegt im Distrikt Chengalpattu, etwa 60 km südlich von Chennai.
Kalpakkam liegt an der Koromandelküste am Golf von Bengalen. Es wurde 1969 von der indischen Atomenergiebehörde (Department of Atomic Energy) für seine Beschäftigten gegründet, als dort das Reaktorforschungszentrum (Indira Gandhi Centre for Atomic Research - IGCAR) und das Kernkraftwerk Madras (MAPS) entstanden. Ursprung des Ortes waren die beiden Fischerdörfer Pudupattinam und Sadras. Die für die Arbeiter des Kernkraftwerks neugegründete Siedlung Kalpakkam Township liegt zwischen diesen beiden Dörfern.

## Überregionale Bedeutung
Überregionale Bedeutung erlangt der Ort durch die Anlagen des Kernkraftwerks Madras. Es handelt sich dabei um den ersten ganz in Indien gebauten schwerwassermoderierten Druckwasserreaktor (PHWR).
In die Schlagzeilen waren Kalpakkam und das Kernkraftwerk geraten, als es zunächst hieß, der Tsunami vom 26. Dezember 2004 habe auch das Kernkraftwerk beschädigt. Die Betreiber versicherten jedoch, das Kraftwerk habe ohne Zwischenfälle heruntergefahren werden können. Die Flutwelle hinterließ jedoch großflächige Schäden im Ort und forderte auch in Kalpakkam zahlreiche Todesopfer.